# 华蒲公英
华蒲公英（学名：Taraxacum sinicum）又名碱地蒲公英，为菊科蒲公英属的植物。分布在蒙古、俄罗斯以及中国大陆的四川、青海、陕西、河北、内蒙古、云南、山西、河南、吉林、辽宁、甘肃、黑龙江等地，生长于海拔300米至2,900米的地区，一般生长在稍潮湿的盐碱地、原野及砾石中，目前尚未由人工引种栽培。
其种加词sinicum，意为“中华的”。